# Wings (альбом)
Wings – второй студийный альбом южнокорейского бой-бэнда BTS. Был выпущен 10 октября 2016 года на лейбле Big Hit Entertainment. Состоит из 15 песен, включая главный сингл «Blood Sweat & Tears». Также в альбоме есть семь песен, которые были записаны каждым участником индивидуально.
Альбом дебютировал в главном американском альбомном чарте Billboard 200, что сделало его самым продаваемым корейским альбомом, и первым, который провёл в чарте больше одной недели. Лид-сингл «Blood Sweat & Tears» стал первым хитом группы в чарте Gaon Digital Chart. Альбом также побил рекорд Gaon как самый продаваемый альбом месяца и года.

## Написание и релиз
С 4 по 13 сентября Big Hit выпустили серию роликов в честь предстоящего возвращения группы. В каждом видео содержатся цитаты из книги «Демиан» немецкого писателя Германа Гессе: «Начало» Джонгука, «Ложь» Чимина, «Клеймо» Ви, «Первая любовь» Сюги, «Отражение» АрЭма, «Мама» Джей-Хоупа и «Пробуждение» Чина. 25 сентября был выпущен трейлер «Wings: Boy Meets Evil». Позже были выпущены фото в поддержку нового альбома, а 5 октября объявлен трек-лист.
9 октября участники обсудили свои сольные композиции на альбоме. Джонгук рассказал, что его песня «Begin» была о его переезде в Сеуле и встрече с другими участниками группы. Ви описал свою песню «Stigma» как композицию в «нео-соул жанре». Джей-Хоуп назвал свою песню «Mama» незабываемой, и она о его эмоциях, которые он испытывал к матери в детстве. «Awake» стала первым опытом в Джина в написании каких-либо текстов к песням. АрЭм объявил, что песня «Two! Three! (Still Wishing There Will Be Better Days)» была первой официальной песней фанатов. 20 октября он также подробно обсудил все песни. Он похвалил танцевальные навыки Джей-Хоупа в их трейлере и участие Чимина в написании «Lie», а также признался, что «First Love» напоминает ему, насколько для Шуги важно фортепиано.
10 октября состоялась пресс-конференция в честь выхода нового альбома. Был задан вопрос о новом концепте группы и его значении, и АрЭм объяснил его как «чем сильнее искушение, чтобы сопротивляться, тем больше вы думаете об этом и не решаетесь. Эта неопределённость является частью взросления. Песня [«Blood Sweat & Tears»] показывает, как один думает, выбирает и растёт». Символизм «крыльев» отражает взросление, и Шуга добавил, что «песня отражает позитивное определение для того, чтобы использовать наши крылья и идти дальше, даже если сталкиваемся с трудностями и препятствиями в жизни».

## Музыкальное видео
6 октября был выпущен тизер видеоклипа на сингл «Blood Sweat & Tears». 10 октября в 00:00 по корейскому времени состоялась официальная премьера.

## Список композиций
| №                   | Название                                                                                       | Автор(ы)                                                                                     | Продюсер(ы)                                            | Длительность |
| ------------------- | ---------------------------------------------------------------------------------------------- | -------------------------------------------------------------------------------------------- | ------------------------------------------------------ | ------------ |
| 1.                  | «Intro: Boy Meets Evil»                                                                        | Pdogg, J-Hope, RM                                                                            | Pdogg                                                  | 2:01         |
| 2.                  | «Blood Sweat & Tears» (피 땀 눈물)                                                             | Pdogg, RM, Suga, J-Hope,"Hitman" Bang, Kim Do-hoon                                           | Pdogg                                                  | 3:37         |
| 3.                  | «Begin» (Соло Джонгука)                                                                        | Tony Esterly, David Quinones, Jungkook, RM                                                   |                                                        | 3:49         |
| 4.                  | «Lie» (Соло Чимина)                                                                            | DOCSKIM, SUMIN, "Hitman" Bang, Jimin, Pdogg                                                  | DOCSKIM                                                | 3:35         |
| 5.                  | «Stigma» (Соло Ви)                                                                             | Philtre, V, Slow Rabbit, "Hitman" Bang, Sonnim                                               | Philtre                                                | 3:36         |
| 6.                  | «First Love» (Соло Сюги)                                                                       | Miss Kay, Suga                                                                               | Miss Kay, Suga                                         | 3:09         |
| 7.                  | «Reflection» (Соло АрЭма)                                                                      | RM, Slow Rabbit                                                                              | RM, Slow Rabbit                                        | 3:53         |
| 8.                  | «MAMA» (Соло Джей-Хоупа)                                                                       | Primary, J-Hope, Pdogg                                                                       | Primary, Pdogg                                         | 3:32         |
| 9.                  | «Awake» (Соло Чина)                                                                            | Slow Rabbit, Jin, J-Hope, June, Pdogg, RM, "Hitman" Bang                                     | Slow Rabbit                                            | 3:46         |
| 10.                 | «Lost»                                                                                         | Pdogg, Supreme Boi, Peter Ibsen, Richard Rawson, Lee Paul Williams, RM, June                 | Pdogg                                                  | 4:01         |
| 11.                 | «BTS Cypher 4»                                                                                 | Chris 'Tricky' Stewart, Medor J. Pierre, RM, J-Hope, Suga                                    | Chris 'Tricky' Stewart, Medor J. Pierre                | 4:55         |
| 12.                 | «Am I Wrong» (Сэмпл Keb’ Mo’/Кавер-версия)                                                     | Keb’ Mo’, Sam Klempner, James Reynolds, Josh Wilkinson, RM, Supreme Boi, Gaeko, Pdogg, ADORA | Keb’ Mo’, Sam Klempner, James Reynolds, Josh Wilkinson | 3:33         |
| 13.                 | «21st Century Girls» (21세기 소녀)                                                             | Pdogg, "Hitman" Bang, RM, Supreme Boi                                                        | Pdogg                                                  | 3:12         |
| 14.                 | «Two! Three! (Still Wishing There Will Be Better Days)» (둘! 셋! (그래도 좋은 날이 더 많기를)) | Slow Rabbit, Pdogg, "Hitman" Bang, RM, J-Hope, Suga                                          | Slow Rabbit, Pdogg                                     | 4:32         |
| 15.                 | «Interlude: Wings»                                                                             | Pdogg, ADORA, RM, J-Hope, Suga                                                               | Pdogg                                                  | 2:24         |
| Общая длительность: | Общая длительность:                                                                            | Общая длительность:                                                                          | Общая длительность:                                    | 53:41        |

## Чарты
| Чарт (2016)                         | Пиковая позиция |
| ----------------------------------- | --------------- |
| Belgian Albums (Ultratop Flanders)  | 72              |
| Belgian Albums (Ultratop Wallonia)  | 149             |
| Канада (Canadian Albums Chart)      | 19              |
| Dutch Albums (MegaCharts)           | 68              |
| Финляндия (Suomen virallinen lista) | 31              |
| French Albums (SNEP)                | 161             |
| Ирландия (IRMA)                     | 71              |
| Japan Albums (Oricon Albums Chart)  | 7               |
| Japan Hot Albums (Billboard)        | 11              |
| New Zealand Albums (RMNZ)           | 24              |
| Norwegian Albums (VG-lista)         | 24              |
| Шотландия (Scottish Albums Chart)   | 55              |
| South Korean Albums (Gaon Chart)    | 1               |
| Swedish Albums (Sverigetopplistan)  | 56              |
| Swiss Albums (Schweizer Hitparade)  | 62              |
| Великобритания (UK Albums Chart)    | 62              |
| США (Billboard 200)                 | 26              |
| США (Billboard Independent Albums)  | 9               |
| США (Billboard World Albums)        | 1               |

| Чарт (2016)                        | Пиковая позиция |
| ---------------------------------- | --------------- |
| South Korean Albums (Gaon Chart)   | 1               |
| Japan Albums (Oricon Albums Chart) | 25              |

| Чарт (2016)                            | Пиковая позиция |
| -------------------------------------- | --------------- |
| Канада (Billboard Canadian Hot 100)    | 86              |
| France (SNEP)                          | 167             |
| Japan (Japan Hot 100)                  | 18              |
| New Zealand Heatseekers Singles (RMNZ) | 7               |
| South Korea (Gaon Singles Chart)       | 1               |
| US World Digital Chart (Billboard)     | 1               |

## Продажи и сертификации
| Чарт             | Продажи  |
| ---------------- | -------- |
| China QQ Music   | 154,044+ |
| Japan Oricon     | 23,384   |
| US Billboard     | 23,000   |
| South Korea Gaon | 751,301+ |

## Награды и номинации

### Музыкальные программы
| Песня                 | Программа     | Дата            |
| --------------------- | ------------- | --------------- |
| «Blood Sweat & Tears» | Show Champion | 19 октября 2016 |
| «Blood Sweat & Tears» | M Countdown   | 20 октября 2016 |
| «Blood Sweat & Tears» | Music Bank    | 21 октября 2016 |
| «Blood Sweat & Tears» | Music Bank    | 28 октября 2016 |
| «Blood Sweat & Tears» | Inkigayo      | 23 октября 2016 |
| «Blood Sweat & Tears» | The Show      | 25 октября 2016 |

### Музыкальные премии
| Год  | Премия                  | Номинация   | Результат |
| ---- | ----------------------- | ----------- | --------- |
| 2016 | Mnet Asian Music Awards | Альбом Года | Номинация |
| 2017 | Seoul Music Awards      | Альбом Года | Победа    |